# Barry Conners
Barry Conners (* 31. Mai 1883 in Oil City, Pennsylvania; † 5. Januar 1933 in Los Angeles, Kalifornien) war ein US-amerikanischer Schauspieler, Dramatiker und Drehbuchautor.

## Leben
Der Sohn eines Arztes studierte Jura, ging jedoch nach dem Studium als Schauspieler ans Theater. Längere Zeit tourte er mit verschiedenen Gruppen als Vaudevillesänger und -tänzer durch die USA. Anfang des 20. Jahrhunderts trat er dem White Rats Movement bei, einer Organisation von Schauspielern, die von den monopolistischen Theaterproduzenten, die zu der Zeit den Theaterbetrieb kontrollierten (u. a. Charles Frohman), benachteiligt wurden. Die Organisation wurde in der Zeit des Ersten Weltkrieges zerschlagen. Conners kam auf eine schwarze Liste und bekam keine Engagements mehr.
Er übernahm einen Job als Jagdführer am Lake Tahoe und begann Theaterstücke zu schreiben, die seit Anfang der 1920er Jahre in New York aufgeführt wurden. In seinem Stück Hell's Bells debütierten 1925 Shirley Booth und Humphrey Bogart am Broadway. Weitere erfolgreiche Broadway-Produktionen wurden Applesauce, Unexpected Husbands und The Patsy, letzteres wurde 1928 mit Marion Davies verfilmt. Als Ende der 1920er Jahre der Tonfilm aufkam, wechselte er als Drehbuch- und Dialogautor zu Fox Films. Anfang 1933 kam er bei einem Brand in seinem Appartementhaus ums Leben.

## Filmografie

### Verfasser/Autor
- 1928: The Politic Flapper
- 1931: Charlie Chan Carries On
- 1931: Women of All Nations
- 1931: The Black Camel
- 1931: The Spider
- Riders of the Purple Sage – 1931
- Eran Trece – 1931
- The Rainbow Trail – 1932
- Charlie Chan's Chance – 1932
- The Gay Caballero – 1932
- The Trial of Vivienne Ware – 1932
- Bachelor's Affairs – 1932
- Chandu the Magician – 1932
- Embassy Girl – 1932
- Too Busy to Work – 1932
- Me and My Gal – 1932
- Hot Pepper – 1933
- Pilgrimage – 1933
- Brides Are Like That – 1936
- Always a Bride – 1940
- Grande Teatro Tupi – 1953
- Ponds Theater – 1953
- Broadway Television Theatre 1952 – 1954
- Patsy I 1962
- Patsy II 1962